# Cắt cáo
Cắt cáo (danh pháp hai phần: Falco alopex) là một loài chim lá thuộc chi Cắt trong Falconidae. Loài này phân bố ở xứ mở và khô cằn châu Phi.